# Silversun Pickups
Silversun Pickups je alternative rock kapela z Los Angeles, která vznikla v roce 2002. Kapelu tvoří Brian Aubert, Nikki Monninger, Christopher Guanlao a Joe Lester.
Kapela vydala jejich debutové EP, Pikul, v červenci 2005, a jejich debutové album, Carnavas, 26. července 2006. Jejich druhé album, Swoon, bylo vydáno 14. dubna 2009. Neck of the Woods, třetí album kapely, bylo vydáno 8. května 2012.

## Členové skupiny
- Brian Aubert – kytara/zpěv
- Nikki Monninger – baskytara/zpěv
- Chris Guanlao – bicí
- Joe Lester – klávesy, zvukové efekty